# ابوحمزه المهاجر
ابوحمزه المهاجر یا ابو ایوب المصری (حدود ۱۹۶۸ در مصر، ۱۹ آوریل ۲۰۱۰ در تکریت) دستیار ارشد ابومصعب الزرقاوی رهبر القاعده عراق بود که پس از مرگ زرقاوی در سال ۲۰۰۵ به حکم «شورای رهبری القاعده»، جانشین وی شد.
وی در حمله مشترک نیروهای عراقی و آمریکایی در سال ۲۰۱۰ به همراه ابوعمر البغدادی به قتل رسید.
وی مسئولیت فرماندهی مجاهدین سنی داخلی عراق و مجاهدین مهاجر خارجی در عراق را به عهده داشت.
در تاریخ ۸ مه ۲۰۰۸ میلادی (۱۹ اردیبهشت ۱۳۸۷) اعلام شد که وی توسط نیروهای امنیتی عراق در شهر موصل دستگیر شده است. اما این خبر توسط نیروهای ائتلاف در عراق تکذیب شد و اعلام شد که فرد دستگیر شده، یکی از اعضای دون پایه القاعده عراق است و ابوحمزه المهاجر «نیست».
وی در ماه آوریل ۲۰۰۷ میلادی از سوی کابینه «ولایت اسلامی عراق» که سازمانی متشکل از گروه‌های جهادی سنی است «وزیر جنگ» نامیده شده بود.
ابوحمزه ابتدا از اعضای اخوان المسلمین بود، در سال ۱۹۸۲ به جهاد اسلامی مصر پیوست و از سال ۱۹۹۹ به افغانستان رفت. وی در افغانستان از متخصصان تهیه مواد منفجره شد.